# Rosenbröijer
Rosenbröijer (tyska: Rosenbreuer) är en svensk och finländsk adelsätt. Äldste kände stamfader är Herman Bröijer (död 1632), med ursprung från Lübeck och vilken en tid var borgmästare i Viborg. Hans son, stamfadern Antonius Bröijer, var krigskommissarie i Ingermanland och adlades den 19 juli 1647 för sina förtjänster vid grundandet av staden Nyen. Den svenska ätten har nr 404 på Sveriges riddarhus och nr 187 på Finlands riddarhus där den introducerades 1825.
Ätten utdog egentligen år 1681, men majorerna Carl Christian och Adolf Johan Bröijer vilka var ättlingar till Antonius Rosenbröijers bror Herman Bröijer,  immatrikulerades på Sveriges riddarhus år 1821.

## Medlemmar i urval
- Krigskommissarien i Ingermanland Antonius Bröijer vilken adlades Rosenbröijer den 19 juli 1647
- Agneta Rosenbröijer (1620–1697), finländsk företagsledare och adelsdam som bedrev utrikeshandel.
- Nils Adolf Rosenbröijer (1798–1890), finländsk postmästare och målare.
- Alfred Edvard Rosenbröijer (1835–1931), finländsk fabrikör, riksdagsman och arkitekt.
- Adolf Theodor Rosenbröijer (1837–1894), finländsk lantdagsman, ämbetsman och translator.
- John Rosenbröijer (1887–1955), finländsk militär under första världskriget, finska inbördeskriget och andra världskriget.
- Bertel Rosenbröijer (1887–1943), finländsk militär under finska inbördeskriget och fortsättningskriget (stupad).